# TELC

TELC(영어: The European Language Certificates, 독일어: Telc gGmbH)는 언어 공인 시험의 하나이다.

## 시험 과목
| - 영어 - 프랑스어 - 독일어 - 스페인어 - 포르투갈어 | - 이탈리아어 - 러시아어 - 폴란드어 - 아랍어 - 튀르키예어 |

## 같이 보기
- 유럽 언어 공통 기준